# Accepted
Accepted és una pel·lícula estatunidenca de comèdia del 2006 centrada en uns estudiants que després de ser rebutjats de totes les universitats decideixen crear una universitat per a ells.
Tot i ser presentada com una comèdia lleugera, la pel·lícula té un rerefons dramàtic en el qual critica durament el sistema universitari estatunidenc i el seu sistema de qualificació.

## Argument
Quan en Bartleby Gaines és rebutjat de totes les universitats, decideix fundar-ne una per no decebre els seus pares, que volen a tot preu que cursi estudis superiors.
La «Universitat Tecnològica de South Harmon» neix en els locals abandonats d'un antic institut psiquiàtric. Tres dels seus amics, que també havien estat rebutjats com ell, l'ajudaran a dur a terme aquest projecte completament boig per enganyar els seus pares. En Sherman ha de fer un lloc web amb un suposat formulari d'inscripció, però es topa amb un problema: el lloc web és funcional. Centenars de joves que, com ells, han estat rebutjats de totes les altres universitats, són acceptats en llur universitat. En Bartleby no se sent capaç de rebutjar-los a la seva universitat. Un col·legi més aviat especial comença a aparèixer, on els estudiants ensenyen, on el degà viu en una roulotte darrere de l'edifici i on la llibertat i la creativitat són els punts centrals de les classes.